# Lưu Văn Trung
Lưu Văn Trung (sinh năm 1974) là một chính trị gia người Việt Nam. Ông hiện là Phó Bí thư Thường trực Tỉnh ủy, Chủ tịch Hội đồng nhân dân tỉnh Đắk Nông nhiệm kỳ 2021-2026.